# Tibellus maritimus
Tibellus maritimus es una especie de araña cangrejo del género Tibellus, familia Philodromidae. Fue descrita científicamente por Menge en 1875.

## Distribución
Esta especie se encuentra en América del Norte, Europa, Cáucaso, Rusia (de Europa al Lejano Oriente), Asia Central y China.